# Johann Heinrich von Börstel
Johann Heinrich von Börstel (* 28. September 1644 in Dessau; † 19. Januar 1711 in Magdeburg) war ein königlich-preußischer Generalleutnant, Chef des Infanterie-Regiments Nr. 20 und Kommandant der Festung Magdeburg.
Er war der Sohn des Hofmeisters in Bernburg Christian Heinrich von Börstel und dessen Frau Christine von Wuthenow.
1660 ging er auf seine Kavalierstour und begab sich danach in preußische Dienste.
1687 wurde er Kommandeur des Infanterie-Regiments Nr. 7, er blieb dort bis 1693, als er Kommandant von Magdeburg wurde. 1698 übernahm er das dortige Infanterie-Regiment Nr. 20. In seine Zeit in Magdeburg fällt die Einrichtung einer Armenkasse der deutsch-reformierten Gemeinde, welche er angeregt hatte. Er spendete 3000 Taler Startkapital.
Er kämpfte unter Kurfürst Friedrich Wilhelm am Rhein und in Italien. 1695 erfolgte seine Ernennung zum Generalmajor und 1705 die zum Generalleutnant. Er starb am 19. Januar 1711 und wurde in Bernburg in der Familiengruft bestattet.
Er war mit Caritas von Jena (1658–1721) verheiratet, sie war die Tochter von Friedrich von Jena (1620–1681). Das Paar blieb ohne Nachkommen. Die Witwe heiratete nach seinem Tod seinen Bruder Curd Dietrich von Börstel (1650–1721).